# Абдулов, Осип Наумович
О́сип Нау́мович Абду́лов (3 (16) ноября 1900, Лодзь, Петроковская губерния, Варшавское генерал-губернаторство, Российская империя — 14 июня 1953, Москва, СССР) — советский актёр театра и кино, режиссёр; народный артист РСФСР (1944), лауреат Сталинской премии второй степени (1951).
Яркий комедийный характерный актёр. В советском кино создал галерею образов острого внешнего рисунка с глубокой психологической разработкой персонажей. Обладал виртуозным техническим мастерством, создавал яркие сатирические характеристики, уклоняющиеся в гротеск.

## Биография
Родился 3 (16) ноября 1900 года в Лодзи в еврейской семье. Отец был инженером-текстильщиком. В 1913 году семья переехала в Москву. В 1917 году поступил на юридический факультет Московского университета.
Сценическую деятельность начал в 1918 году в студии имени Шаляпина, где служил до 1923 года и сыграл свою первую значительную роль — бродягу Грена в «Зелёном попугае» А. Шницлера (в 1919 году), затем, в 1924—1925 годах, выступал в Театре им. В. Ф. Комиссаржевской, в 1925—1926 — во МХАТе, в 1926—1927 годах — в Театре Сатиры, следующий сезон провёл в Профклубной мастерской.
В 1929—1936 годах был актёром Театра-студии под руководством Юрия Завадского; в 1936 году перешёл в Театр им. Вс. Мейерхольда; после его закрытия в январе 1938 года стал актёром Театра Революции, где служил до 1942 года, а в 1943 году пришёл в труппу Театра им. Моссовета.
С 1924 года работал на радио сначала в качестве актёра, а затем и как режиссёр, поставил более 200 радиоспектаклей, в том числе «Кола Брюньон» Р. Роллана, «Тартарен из Тараскона» А. Доде, «Пиквикский клуб» Ч. Диккенса , «Шинель» Н. Гоголя, «Мальва» и «Макар Чудра» М. Горького и многие другие. Организовал художественное вещание для детей.
С 1933 года снимался в кино. Лучшие его роли — Джон Сильвер в «Острове сокровищ» (1937), Тарантулов в «Человеке в футляре» (1939), грек Дымба из «Свадьбы» (1944), Крашке в «Поединке» (1945), Шериф в «Серебристой пыли» (1953). Снялся он также в популярных фильмах «Светлый путь» (1940, Директор), «Свинарка и пастух» (Буфетчик), «Пятнадцатилетний капитан» (Хозе Антонио Альвец).
С 1929 года занимался педагогической деятельностью в Театре-студии Ю. Завадского, затем в ГИТИСе. Близким другом Абдулова был актёр и режиссёр Московского ГОСЕТа Соломон Михоэлс.
Дублировал роль Бетховена в одноимённом немецком фильме и роли Пекаря и Императора в чехословацком фильме «Пекарь императора».
Умер 14 июня 1953 года. Похоронен на Введенском кладбище (8 уч.).

Могила Абдулова

## Семья
Был женат на актрисе Елизавете Метельской; сын — актёр Всеволод Абдулов.

## Творчество

### Роли в театре
- 1918 — «Зелёный попугай[нем.]» А. Шницлера — Бродяга Грен
- 1928 — «На всякого мудреца довольно простоты» А. Н. Островского — Крутицкий

### Театр-студия под руководством Юрия Завадского(1929—1936)
- 1933 — «Ученик дьявола» Б. Шоу — Бургойнь
- 1934 — «Волки и овцы» А. Н. Островского — Михаил Борисович Лыняев
- 1935 — «Школа неплательщиков» Л. Вернёя[фр.] — Фромантейль

### Театр Революции(1938—1942)
- 1939 — «Павел Греков» Б. И. Войтехова и Л. С. Ленча — Нарзулаев
- 1939 — «Клевета, или Безумные дни Антона Ивановича» Н. Е. Вирты
- 1940 — «Бесприданница» А. Н. Островского — Мокий Пармёнович Кнуров
- 1942 — «Питомцы славы» («Давным-давно») А. К. Гладкова — Кутузов

### Театр имени Моссовета(1943—1953)
- 1945 — «Чайка» А. П. Чехова — Пётр Николаевич Сорин
- 1946 — «Госпожа министерша» Б. Нушича — дядя Васа
- 1948 — «Без вины виноватые» А. Н. Островского — Шмага
- 1950 — «Рассвет над Москвой» А. А. Сурова — академик Иннокентий Степанович Рыжов
- 1953 — «Рассказ о Турции» Назыма Хикмета — старый ашуг

### Роли в кино
- 1936 
  - Последняя ночь — полковник
  - Зори Парижа — Вассэ младший
  - Поколение победителей — Профессор[3]
- 1937 
  - Остров сокровищ — Джон Сильвер[3]
  - Гобсек — Жигонэ[3]
- 1938 
  - Поезд идёт в Москву — Пассажир[3]
  - Честь — инженер Арсений Юльевич[3]
- 1939 
  - Юность командиров — доктор (нет в титрах)
  - Семья Оппенгейм — Жак Лавендель[3]
  - Человек в футляре — Тарантулов[3]
- 1940 — Светлый путь — директор[3] Фабрики Дорохов
- 1941 
  - Свинарка и пастух — буфетчик[3]
  - Как поссорился Иван Иванович с Иваном Никифоровичем — городничий[3]
- 1941
  - Боевой киносборник № 8 —  Мирко, хозяин кабачка
  - Морской ястреб — Иван Акимович[3]
- 1942 — Боевой киносборник № 11 — Пфайль, инспектор
- 1944 — Свадьба — Харлампий Спиридонович Дымба, грек-кондитер[3]
- 1944 — Поединок — Крашке[3], полковник гестапо
- 1946
  - Давид Гурамишвили —  Ушаков, Андрей Иванович
  - Пятнадцатилетний капитан — Хозе-Антонио Альвец[3], некоронованный король Анголы
  - Белый клык —  Том Кинен[3]
- 1949 — Александр Попов — Айзекс[3]
- 1953 —  Серебристая пыль — шериф[3] Смайлс

### Озвучивание мультфильмов
- 1938 — Ивашко и Баба-Яга — Баба-Яга
- 1939 — Мойдодыр — Мойдодыр
- 1943 — Одна из многих (Мосэнерго) — читает текст
- 1953 — Крашеный лис — Кабан (нет в титрах)

### Дубляж фильмов
- 1948 — Под небом Сицилии / In nome della legge Пьетро Джерми

### Радиопостановки
- «Кола Брюньон» Р. Роллана[12]
- «Дон Кихот», по мотивам романа Сервантеса [12]
- «Каштанка» А. П. Чехова[12]
- «Мексиканец» Дж. Лондона[12]
- «Школа» А. Гайдара[12]
- «Кондуит и Швамбрания» Л. Кассиля[12]
- «Золотой телёнок» (инсценировка глав романа) И. Ильфа и Е. Петрова[12]
- «Тартарен из Тараскона» А. Доде
- «Пиквикский клуб» Ч. Диккенса[11]
- «Шинель» Н. В. Гоголя[12]
- «Мальва» М. Горького
- «Макар Чудра» М. Горького

### Аудиопостановки
- 1950 — «Драма» — радиоспектакль по одноимённому произведению А. П. Чехова.
- 1962 — «Приключения Чиполлино» (грампластинка) — Принц Лимон / Пёс Мастино (композиция З. Потаповой и С. Богомазова, музыка Н. Пейко. Всесоюзная фирма грамзаписи «Мелодия»)

## Признание и награды
- народный артист РСФСР (1944)
- Сталинская премия второй степени (1951) — за исполнение роли академика Рыжова в спектакле «Рассвет над Москвой» А. А. Сурова
- орден Трудового Красного Знамени (1949)
- медали